# Anacreon: Reconstruction 4021
Pour les articles homonymes, voir Anacréon (homonymie).
Anacreon: Reconstruction 4021 est un jeu vidéo 4X de stratégie au tour par tour développé par Thinking Machine, sorti en 1987 sur PC (DOS).
En 2004, son concepteur, George Moromisato, a sorti un remake sous Windows intitulé Anacreon: Imperial Conquest in the Far Future.
En 2013 est lancée la version alpha de Anacreon: Galactic Conquest in the Far Future, un nouveau remake en ligne.

## Trame

### Synopsis
L'action se déroule plusieurs siècles après l'effondrement de la civilisation interstellaire ; des empires rivaux se développent par la conquête, et par la redécouverte des technologies.
L'espace est dominé par l'espèce humaine, mais certaines planètes sont habitées par des espèces non-humaines hostiles, qu'il est ensuite possible de recruter comme troupes d'élite.

### Scénarios
Une partie se déroule sur un territoire spatial que le jeu appelle galaxie mais qui correspond à un secteur spatial de quelques dizaines ou centaines d'étoiles et nébuleuses.
Les données d'un scénario sont contenues dans un fichier texte (extension .scn) précisant, dans un langage spécifique au jeu, la géographie spatiale de la galaxie, les caractéristiques des différents mondes, la densité des nébuleuses, les empires rivaux, les textes narratifs, etc.
Huit scénarios distincts sont proposés dans le jeu de base, dont le scénario Pirates of Jakarta destiné aux débutants. D'autres scénarios sont disponibles sur le site du jeu.

## Système de jeu

### Généralités
Le joueur incarne un dirigeant cherchant à étendre son empire interstellaire par l'exploration et la conquête, selon les impératifs des jeux 4X : Exploration, Expansion, Exploitation, Extermination.

### Planètes
Les planètes conquises au fil du jeu se distinguent par :
- leur classe, correspondant à ses ressources naturelles : géante gazeuse, planète volcanique, atmosphère toxique...
- leur type, correspondant à une éventuelle spécialisation : université, planète minière, capitale impériale...
- leur niveau technologique : primitif, atomique..
- etc. (population, efficacité de l'administration, ressources minières...)

Les forces militaires sont de différents types :
- Défenses planétaires : missiles, satellites armés...
- Infanterie, basique ou d'élite
- Vaisseaux spatiaux
- Constructions : forteresses interstellaires, portails spatiaux, etc.

La conquête d'un monde nécessite d'y envoyer une flotte qui s'oppose à la flotte défensive de l'adversaire et ses défenses planétaires, puis de débarquer des troupes d'infanterie s'opposant aux armées locales.

### Technologies
Les progrès technologiques, le temps et les ressources permettent d'améliorer son arsenal et ses vaisseaux. Il existe ainsi deux manières principales de voyager dans l'espace : la distorsion (warp) et le saut (jump), ce dernier étant une sorte de téléportation.
L'accès au saut réduit considérablement la durée des voyages et facilite donc les guerres spatiales ; parmi les constructions les plus élaborées on trouve les portails (stargates) permettant à des flottes entières de voyager instantanément à travers la galaxie, et les distrupteurs qui interdisent le saut dans certaines zones spatiales.

### Articles liés
- Jeu 4X
- Cycle de Fondation